# Аниан (референдарий)

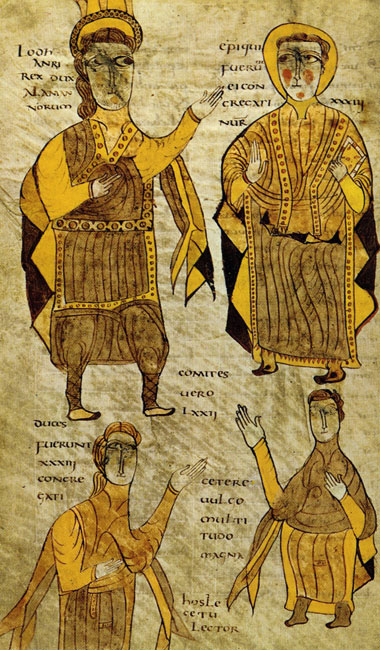
Бревиарий Алариха. Изображены король, епископ, герцог и граф. Миниатюра из рукописи первой половины IX века. Париж, Национальная библиотека Франции

Аниан (лат. Anianus; умер не ранее 506) — референдарий при дворе правителя Вестготского королевства Алариха II; один из создателей «Бревиария Алариха».

## Биография
Единственный современный Аниану документ, в котором он упоминается — «Бревиарий Алариха».
О происхождении Аниана сведений не сохранилось. На основании ономастических данных предполагается, что он был галло-римлянином.
В сопроводительных документах, вместе с которыми «Бревиарий Алариха» рассылался всем городским комитам, Аниан упоминался с титулом vir spectabilis. Это свидетельствует о принадлежности Аниана к высшим слоям знати Вестготского королевства. Вероятно, полномочия Аниана соответствовали тем, которые имели при дворах правителей варварских государств королевские референдарии. Согласно современным Аниану историческим источникам, он занимал вторую по важности должность в государственном аппарате Тулузского королевства того времени: выше него был только чиновник, имевший должность vir magnificus et inluster. Возможно, в своей должности Аниан сменил Льва Нарбонского, наиболее высокого по рангу чиновника в правление короля Эйриха. По некоторым данным, Аниан также мог иметь должности комита (лат. comes) и магистра канцелярии (лат. magister scriniorum).
После Вестгото-франкской войны 494—502 годов Аларих II предпринял ряд мер для укрепления своей власти на располагавшихся южнее реки Луары территориях Галлии. Часть мер носила репрессивный характер (например, из своих епархий были изгнаны профранкски настроенные епископы), часть была направлена на умиротворение галло-римского населения. Среди последних мер были проведение в Агде церковного собора галльских епископов-никейцев и создание нового письменного свода законов Вестготского королевства. Оба эти события состоялись в 506 году.
До того правоотношения между жившими в Тулузском королевстве вестготами и галло-римлянами регулировались обнародованным в 475 году «Кодекса Эйриха» (лат. Codex Euricianus). В качестве же основы законодательных статей «Бревиария Алариха» (также известного под названием «Римский закон вестготов») был взят «Кодекс Феодосия», переработанный под бытовавшие среди вестготов и гало-римлян юридические практики. В создании этого документа Аниан принял активное участие. По повелению Алариха II он лично проверил правильность перевода греческого текста «Кодекса Феодосия» на латинский язык. Аниан также заверил своей подписью каждый экземпляр свода законов, подтверждая, что их текст полностью тождественен протографу. Об этом в «Бревиарии Алариха» была сделана соответствующая запись: «Anianus, vir spectabilis hunc codicem de Theodosiani legibus atque sententiis iuris vel diversis libris electum, Aduris anno XXII eo regnante, edidi atque subscripsi». Долгое время считалось, что Аниан был главным составителем (или даже единоличным автором) текста «Бревиария Алариха», на основании чего этот документ иногда даже называли «Бревиарий Аниана» (лат. Breviarium Aniani). Однако теперь это мнение признано ошибочным. Местом работы Аниана над кодексом законов была королевская вилла Адурис (современный Эр-сюр-л’Адур), где этот документ был 2 февраля 506 года обнародован на совете епископов и провинциальной знати специальным уполномоченным короля комитом Гойариком. На следующий день («дано в Тулузе в третьи ноны февраля двадцать третьего года короля Алариха») собственноручно заверенные Анианом копии «Бревиария Алариха» были разосланы по крупнейшим городам королевства.
Других достоверных сведений о Аниане не сохранилось. Сигеберт из Жамблу упоминал, что Аниан перевёл с древнегреческого языка на латынь труд Иоанна Златоуста о «Евангелии от Матфея». Однако, возможно, автором этого перевода был Аниан Селедский.